# Coppa Europa di skeleton 2021
La Coppa Europa di skeleton 2021 è stata l'edizione 2020-2021 del circuito continentale europeo dello skeleton, manifestazione organizzata dalla Federazione Internazionale di Bob e Skeleton; è iniziata il 27 novembre 2020 a Winterberg, in Germania, e si è conclusa il 19 febbraio 2021 a Innsbruck, in Austria.
Sono state disputate sedici gare: otto per le donne e altrettante per gli uomini in cinque differenti località. La tappa finale di Innsbruck assegnò inoltre i titoli europei juniores 2021.
L'appuntamento finale di Innsbruck era in programma originariamente per il 29 gennaio 2021, tuttavia venne spostato al 19 febbraio a causa di un cambiamento nel calendario della Coppa del Mondo, la cui tappa conclusiva era stata a sua volta spostata al 29 gennaio nella località austriaca..
Vincitori dei trofei, conferiti agli atleti classificatisi per primi nel circuito, sono stati la tedesca Stefanie Votz nel singolo femminile e il connazionale Cedric Renner in quello maschile, entrambi alla loro prima affermazione nel circuito europeo.

## Calendario
| Località             | Data                | Donne | Uomini |
| -------------------- | ------------------- | ----- | ------ |
| Winterberg           | 27–28 novembre 2020 | ●●    | ●●     |
| Sigulda              | 19 dicembre 2020    | ●     | ●      |
| Altenberg            | 13 gennaio 2021     | ●     | ●      |
| Schönau am Königssee | 6 febbraio 2021     | ●     | ●      |
| Innsbruck            | 18–19 febbraio 2021 | ●     | ●      |
| Totale               | Totale              | 6     | 6      |

|  | Tappa valida anche per il campionato europeo juniores |

## Risultati

### Singolo donne
| Data             | Località             | Prime classificate         | Seconde classificate     | Terze classificate         |
| ---------------- | -------------------- | -------------------------- | ------------------------ | -------------------------- |
| 27 novembre 2020 | Winterberg           | Sarah Wimmer Germania      | Stefanie Votz Germania   | Corinna Leipold Germania   |
| 28 novembre 2020 | Winterberg           | Sarah Wimmer Germania      | Corinna Leipold Germania | Stefanie Votz Germania     |
| 19 dicembre 2020 | Sigulda              | Stefanie Votz Germania     | Dārta Zunte Lettonia     | Rachel Hanagan Regno Unito |
| 13 gennaio 2021  | Altenberg            | Corinna Leipold Germania   | Stefanie Votz Germania   | Kimberley Bos Paesi Bassi  |
| 6 febbraio 2021  | Schönau am Königssee | Stefanie Votz Germania     | Endija Terauda Lettonia  | Hanna Staub Germania       |
| 18 febbraio 2021 | Innsbruck            | Alina Tararyčenkova Russia | Alessia Crippa Italia    | Anastasija Cyganova Russia |

### Singolo uomini
| Data             | Località             | Primi classificati             | Secondi classificati           | Terzi classificati           |
| ---------------- | -------------------- | ------------------------------ | ------------------------------ | ---------------------------- |
| 27 novembre 2020 | Winterberg           | Felix Seibel Germania          | Kilian von Schleinitz Germania | Cedric Renner Germania       |
| 28 novembre 2020 | Winterberg           | Kilian von Schleinitz Germania | Cedric Renner Germania         | Ben Fulker Regno Unito       |
| 19 dicembre 2020 | Sigulda              | Krists Netlaus Lettonia        | Cedric Renner Germania         | Stefan Röttig Germania       |
| 13 gennaio 2021  | Altenberg            | Matt Weston Gran Bretagna      | Lukas David Nydegger Germania  | Jerry Rice Gran Bretagna     |
| 6 febbraio 2021  | Schönau am Königssee | Cedric Renner Germania         | Lukas David Nydegger Germania  | Ben Fulker Gran Bretagna     |
| 19 febbraio 2021 | Innsbruck            | Evgenij Rukosuev Russia        | Amedeo Bagnis Italia           | Alexander Schlintner Austria |

## Classifiche

### Singolo donne
| Pos. | Nome atleta         | Nazione       | WIN-1 | WIN-2 | SIG | ALT | KÖN | INN | Punti |
| ---- | ------------------- | ------------- | ----- | ----- | --- | --- | --- | --- | ----- |
| 1    | Stefanie Votz       | Germania      | 2     | 3     | 1   | 2   | 1   | 7   | 373   |
| 2    | Hanna Staub         | Germania      | 4     | 4     | 10  | 4   | 3   | 8   | 273   |
| 3    | Corinna Leipold     | Germania      | 3     | 2     | -   | 1   | -   | -   | 195   |
| 4    | Rachel Hanagan      | Gran Bretagna | 9     | 6     | 3   | DNF | 11  | 15  | 181   |
| 5    | Victoria Steiner    | Austria       | 6     | 9     | 12  | 16  | 10  | 14  | 178   |
| 6    | Sarah Wimmer        | Germania      | 1     | 1     | 13  | -   | -   | -   | 176   |
| 7    | Julia Simmchen      | Germania      | -     | -     | 6   | 5   | 5   | 12  | 158   |
| 8    | Elena Scarpellini   | Italia        | 5     | 5     | 7   | 11  | -   | -   | 158   |
| 9    | Polina Tjurina      | Russia        | -     | -     | 4   | 9   | 6   | 10  | 156   |
| 10   | Anastasija Cyganova | Russia        | -     | -     | 5   | -   | 4   | 3   | 150   |

### Singolo uomini
| Pos. | Nome atleta           | Nazione       | WIN-1 | WIN-2 | SIG | ALT | KÖN | INN | Punti |
| ---- | --------------------- | ------------- | ----- | ----- | --- | --- | --- | --- | ----- |
| 1    | Cedric Renner         | Germania      | 3     | 2     | 2   | 6   | 1   | 5   | 345   |
| 2    | Lukas David Nydegger  | Germania      | 4     | 5     | 4   | 2   | 2   | 4   | 325   |
| 3    | Ben Fulker            | Gran Bretagna | 7     | 3     | -   | 10  | 3   | -   | 180   |
| 4    | Alexander Schlintner  | Austria       | -     | -     | 8   | 5   | 6   | 3   | 176   |
| 5    | Laurence Bostock      | Gran Bretagna | 6     | 12    | 9   | -   | 9   | 6   | 176   |
| 6    | Jacob Salisbury       | Gran Bretagna | 5     | 6     | -   | 14  | 4   | -   | 159   |
| 7    | Ludwig Mannhardt      | Germania      | -     | -     | 7   | 4   | 7   | 13  | 152   |
| 8    | Kilian von Schleinitz | Germania      | 2     | 1     | -   | -   | -   | -   | 140   |
| 9    | Felix Seibel          | Germania      | 1     | 4     | -   | -   | -   | -   | 125   |
| 10   | Krists Netlaus        | Lettonia      | -     | -     | 1   | -   | -   | 8   | 111   |